# Deep (Nine Inch Nails)
Deep è un singolo dei Nine Inch Nails, pubblicato nel 2001. È stato estratto dalla colonna sonora del film Lara Croft: Tomb Raider. Essendo stato pubblicato solamente come singolo promozionale non ha mai avuto un proprio numero Halo e non è presente in alcun album dei NIN.
Il video, diretto da Enda McCallion, non ha niente a che vedere con il film. Nel video compare Trent Reznor vestito da ladro, insieme ad un'altra donna. I 2 rubano 2 casse da una banca, credendo che contengano soldi. Al momento in cui le aprono però, scoprono che contengono un gas tossico e mortale, da cui vengono colpiti.

## Tracce
1. "Deep (Radio Edit)" – 3:35
2. "Deep (Album Version)" – 4:06